# Grand Prix de Wallonie 1990
La 31e édition du Grand Prix de Wallonie a eu lieu le 24 mai 1990. Elle a été remportée par le Français Luc Leblanc.

## Classement final
Luc Leblanc remporte la course en parcourant les 205 kilomètres en 5 h 20 à la vitesse moyenne de 38,437 km/h.
| Classement final, | Classement final,     | Classement final, | Classement final,         | Classement final, |
|                   | Coureur               | Pays              | Équipe                    | Temps             |
| ----------------- | --------------------- | ----------------- | ------------------------- | ----------------- |
| 1er               | Luc Leblanc           | France            | Castorama                 | en 5 h 20 min 0 s |
| 2e                | Michel Dernies        | Belgique          | Weinmann-Smm Uster-Merckx | + 10 s            |
| 3e                | Johan Bruyneel        | Belgique          | Lotto-Super Club-MBK      | + 13 s            |
| 4e                | Laurent Jalabert      | France            | Toshiba-Sms               |                   |
| 5e                | Dirk De Wolf          | Belgique          | PDM-Ultima-Concorde       |                   |
| 6e                | Claude Criquielion    | Belgique          | Lotto-Super Club-MBK      |                   |
| 7e                | Jean-François Bernard | France            | Toshiba-Sms               |                   |
| 8e                | Fabian Fuchs          | Suisse            | Buckler-Colnago-Decca     |                   |
| 9e                | Joseph Parkin         | États-Unis        | IOC-Tulip-Rossin          |                   |
| 10e               | Daniel Beelen         | Belgique          | Sefb-Gan-Saxon            |                   |
| modifier          |                       |                   |                           |                   |